# Cabeço Grande (Madalena)
O Cabeço Grande também denominado Cabeço das Sete Cidades é uma elevação portuguesa junto ao povoado das Sete Cidades, concelho da Madalena, ilha do Pico, arquipélago dos Açores.
Este acidente geológico tem o seu ponto mais elevado a 295 metros de altitude acima do nível do mar e encontra-se próxima da localidade das Bicadas, Sete Cidades e da elevação Cabeço do Gato.  Esta formação encontra-se num dos principais percursos pedestres do concelho da Madalena.